# ملكة جمال الولايات المتحدة الأمريكية 1993
ملكة جمال الولايات المتحدة الأمريكية 1993 (بالإنجليزية: Miss USA 1993)‏ هي مسابقة ملكة جمال الولايات المتحدة الأمريكية الثانية والأربعين في تاريخ مسابقة ملكة جمال الولايات المتحدة الأمريكية، منذ انطلاقتها عام 1952، أقيمت المسابقة في 19 فبراير 1993 في مركز مؤتمرات القرن الثاني في ويتشيتا ، كانساس. في نهاية الحدث توجت كينيا مور من ميشيغان من قبل حامل اللقب السابق شانون ماركتيك من كاليفورنيا. أصبحت مور ثاني حاملة لقب ملكة جمال الولايات المتحدة الأمريكية من ميشيغان وأصبحت كينيا ثاني امرأة أمريكية من أصل أفريقي تتوج ملكة جمال الولايات المتحدة الأمريكية ، في تلك الليلة المليئة بالدموع المبتهجة. ذهبت في وقت لاحق للتنافس في مسابقة ملكة جمال الكون 1993 وحلت في المركز السادس .
استضاف المسابقة ديك كلارك للمرة الأخيرة ، مع تعليق مساعد من قبل ليزا جيبونز (للمرة الأخيرة أيضًا) و كورتني جيبس ، ملكة جمال الولايات المتحدة الأمريكية 1988.
عقدت المسابقة في ويتشيتا ، كانساس ، للعام الرابع والأخير على التوالي.

## النتائج

### المراكز النهائية
| النتائج النهائية                          | اسم المتنافسة |
| ----------------------------------------- | --- |
| ملكة جمال الولايات المتحدة الأمريكية 1993 | - ميشيغان - كينيا مور |
| الوصيفة الأولى                            | - جورجيا - إيرين نانس |
| الوصيفة الثانية                           | - كانساس - تافيا شاكلز |

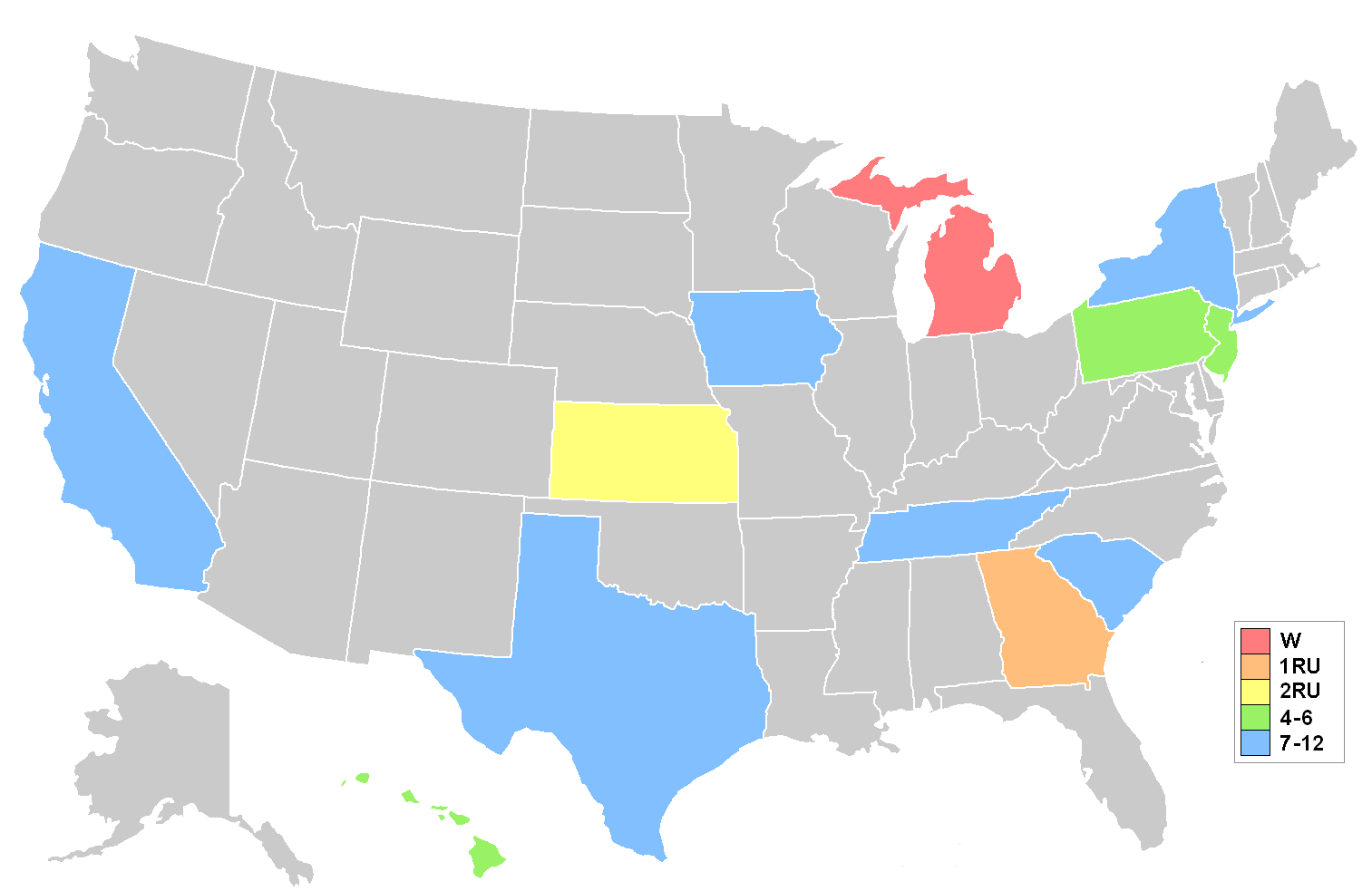
خريطة توضح المواضع حسب الولاية

| أفضل 6                                    | - هاواي - كيلي هو - نيو جيرسي - إيمي فيسيل - بنسلفانيا - كيماري جونسون                                                                            |
| أفضل 12                                   | - كاليفورنيا - جين أولفيرا - أيوا - جان هوير - تكساس - انجي سيسك - تينيسي - كامي غريغوري - كارولاينا الجنوبية - كيلي جوسنيل - نيويورك - ويندي موك |

### جوائز خاصة
| جائزة                   | متنافسة                    |
| ----------------------- | -------------------------- |
| ملكة جمال اللطافة       | - ماساتشوستس - ستايسي بلين |
| ملكة جمال الجاذبية      | - هاواي - كيلي هو          |
| أفضل زي ولاية           | - كانساس - تافيا شاكلز     |
| أجمل عيون               | - كانساس - تافيا شاكلز     |
| الأفضل في ملابس السباحة | - جورجيا - إيرين نانس      |

## المتسابقات
| - ألاباما - توني جونسون - ألاسكا - تيريزا جيتس - أريزونا - ابريل هيتيش - أركنساس - كاتي فيش - كاليفورنيا - جين أولفيرا - كولورادو - جانا دوربين - كونيتيكت - أليسون بنوسيس - ديلاوير - أنماري كوريل - مقاطعة كولومبيا - ألينا نيفيس - فلوريدا - شكيلا غاجادا - جورجيا - ايرين نانس - هاواي - كيلي هو - أيداهو - ناتالي نوكايا - إلينوي - سوزي بارك - إنديانا - ليزا هيغينز - آيوا - جان هوير - كانساس - تافيا شاكلز - كنتاكي - كارين جيبسون - لويزيانا - جينيفر ميتشل - مين - جودي كوتينغ - ماريلند - ماري آن سيمينو - ماساتشوستس - ستايسي بلين - ميشيغان - كينيا مور - مينيسوتا - كريستي هينيكس - مسيسيبي - شيري بولز - ميزوري - ستيفاني نان | - مونتانا - كريستين أندرسون - نبراسكا - تيش غيد - نيفادا - الكسيس أوليفر - نيوهامبشير - هايدي كامبرا - نيوجيرسي - ايمي فيسيل - نيومكسيكو - دانييلا جونسون - نيويورك - ويندي ماري موك - كارولاينا الشمالية - كريستا تايسون - داكوتا الشمالية - جينيفر سيمينري - أوهايو - أندريا باسيون - أوكلاهوما - بريندا كادل - أوريغون - داون كينيدي - بنسيلفانيا - كيماري جونسون - رود آيلاند - جولي روتش - كارولاينا الجنوبية - كيلي جوسنيل - داكوتا الجنوبية - كارا روفر - تينيسي - كاميلا "كامي" جريجوري † - تكساس - انجي سيسك - يوتا - ناتالي بيبر - فيرمونت - جودي سيسلي - فرجينيا - ستيفاني ساترفيلد - واشنطن - كاندي فليتشر - فيرجينيا الغربية - جينيفر جونسون - ويسكونسن - هيذر هانسون - وايومنغ - ليسان ماري ستولز |

## روابط خارجية
- موقع ملكة جمال الولايات المتحدة الأمريكية الرسمي